# Konoe Kanetsune
Konoe Kanetsune (近衛 兼経? 1210 – 27 de maig de 1259) va ser un kugyō (cortesà japonès de classe alta) que va viure durant l'era Kamakura. Va ser membre de la família Konoe (derivada del clan Fujiwara) i fill del regent Konoe Iezane.
Va ingressar a la cort imperial en 1222 amb el rang shōgoi inferior i assignat com a chambelán, després en 1223 va ser ascendit al rang jushii inferior. Amb la mort abrupta del seu germà gran Konoe Iemichi el 1224, Kanetsune va passar per un accelerat ascens de rangs per tal d'ocupar el seu lloc; va ser nomenat vicegovernador de la província de Harima, ascendit al rang jusanmi i nomenat gonchūnagon. El 1225 va ser ascendit al rang shōsanmi i nomenat gondainagon, el 1226 al rang junii i el 1227 al rang shōnii.
També en 1227 va ser nomenat naidaijin, ascendit a udaijin des de 1231 fins a 1235 quan va ser promogut a sadaijin (fins a 1238). El 1236 va ser ascendit al rang juichii. En 1237 es va casar amb una filla del regent Kujō Michiie, per tal de buscar una reconciliació entre les família Konoe i Kujō.
En 1237 va ser designat sesshō (regent) del jove Emperador Shijō fins a 1242, quan aquest abruptament va morir; Kanetsune va mantenir la regència com a kanpaku del seu successor, l'Emperador Go-Saga; però per pressions de Saionji Kintsune, va ser substituït pel net d'aquest, Nijō Yoshizane, al cap de pocs dies. Kanetsune també va ocupar el càrrec de Daijō Daijin (Canceller del Regne) durant el regnat de l'Emperador Shijō entre 1240 i 1241.
Quan Michiie va començar a perdre influència en la cort en 1247, Kanetsune es va convertir en líder del clan Fujiwara i va tornar a la regència com a sesshō del jove Emperador Go-Fukakusa fins a 1252.
El 1257 va abandonar la seva vida com a cortesà i es va convertir en monjo budista (shukke) prenent el nom de Shinri (真理?) i va viure a Uji fins a la seva mort. Va tenir com a fill al regent Konoe Motohira i com a filla a Konoe Saishi, consort del Príncep Munetaka, sisè shogun Kamakura.